# Jeff Fiorentino

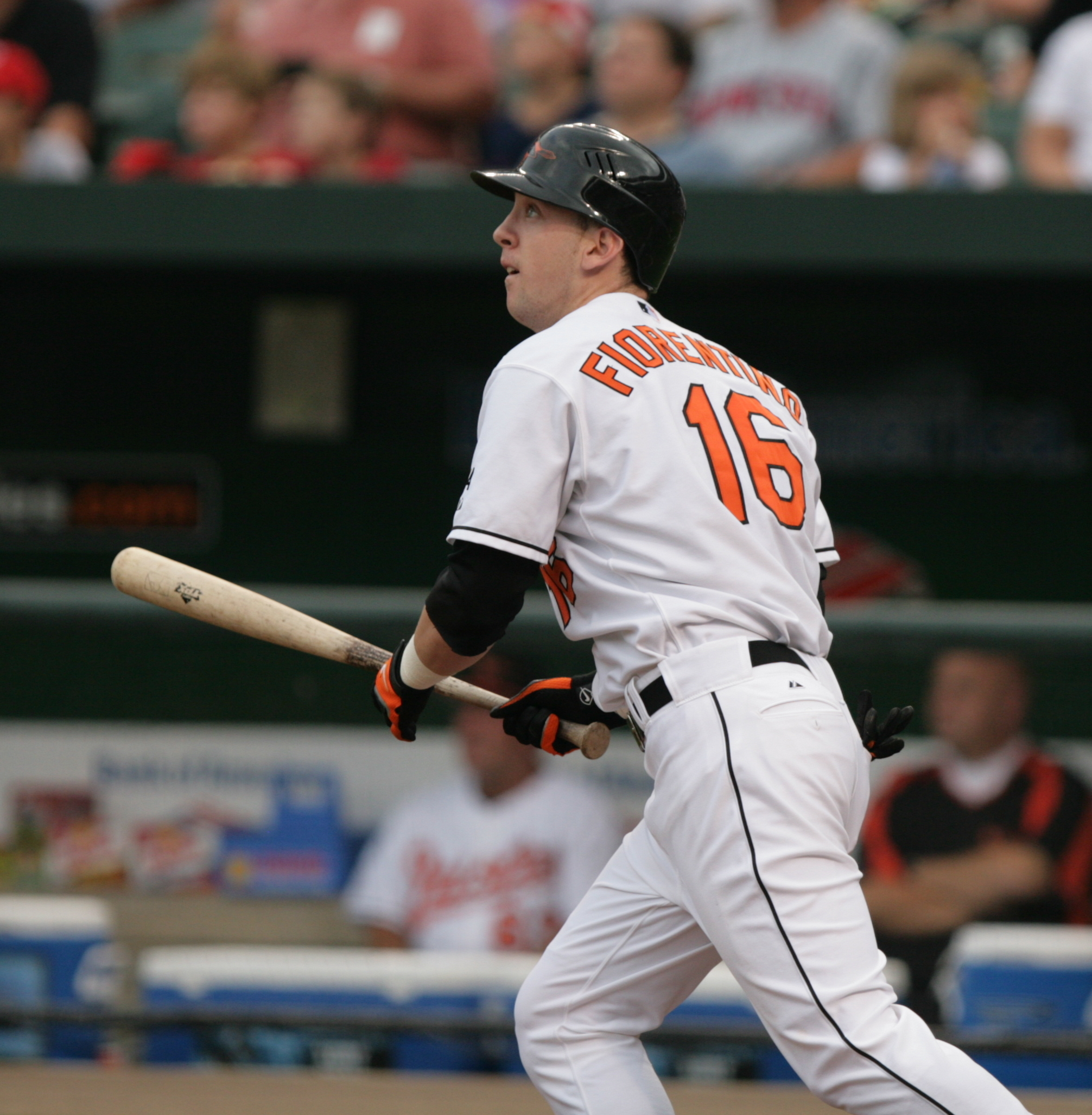
Jeff Fiorentino i Baltimore Orioles dräkt 2006.

Jeffrey Phillip "Jeff" Fiorentino, född den 14 april 1983 i Pembroke Pines i Florida, är en amerikansk före detta professionell basebollspelare som spelade fyra säsonger i Major League Baseball (MLB) 2005–2006 och 2008–2009 samt en säsong i Nippon Professional Baseball (NPB) 2010. Fiorentino var outfielder.
Fiorentino spelade under sin MLB-karriär för Baltimore Orioles och Oakland Athletics. I NPB spelade han för Hiroshima Toyo Carp.
I MLB spelade Fiorentino totalt 58 matcher med ett slaggenomsnitt på 0,270, en homerun och 21 inslagna poäng (RBI:s). Han gjorde desto fler matcher (710) i farmarligorna i Minor League Baseball.

### Webbkällor
- ”Jeff Fiorentino Stats, Fantasy & News” (på engelska). Major League Baseball. http://m.mlb.com/player/452225. Läst 13 juli 2015.
- ”Jeff Fiorentino Statistics and History” (på engelska). Baseball-Reference.com. http://www.baseball-reference.com/players/f/fioreje01.shtml. Läst 13 juli 2015.
- ”Jeff Fiorentino Japanese League Statistics & History” (på engelska). Baseball-Reference.com. http://www.baseball-reference.com/japan/player.cgi?id=fioren001jef. Läst 13 juli 2015.
- ”Jeff Fiorentino Minor League Statistics & History” (på engelska). Baseball-Reference.com. http://www.baseball-reference.com/minors/player.cgi?id=fioren001jef. Läst 13 juli 2015.